# Josef Sekyra
Josef Sekyra (24. února 1928 Nové Město nad Metují – 10. listopadu 2008 Praha) byl český geolog, horolezec, cestovatel, dobrodruh a polárník, který se 26. prosince 1969 stal prvním Čechoslovákem, který stanul na jižním pólu.

## Život
V mládí vystudoval gymnázium v Náchodě a v Novém Městě. Během druhé světové války se začal zajímat o horolezectví na Broumovsku a v Krkonoších. V roce 1947 začal studovat zeměpis a geologii na Přírodovědecké fakultě Univerzity Karlovy v Praze. Po studiích od roku 1952 působil jako geolog v Českém geologickém ústavu. V roce 1963 pracoval při speleologické expedici do Apuánských Alp v Itálii v druhé nejhlubší jeskyni světa Antro di Gorchia. V roce 1968 byl na Přírodovědecké fakultě habilitován docentem geomorfologie. Roku 1961 vystoupil na vrchol Pik Lenina, čímž tehdy vytvořil československý výškový rekord.
V letech 1966-1967 poprvé pobýval v Antarktidě. Účastnil se sovětské výpravy v zemi královny Maud a Enderbyho zemi. Podruhé se do Antarktidy vydal v letech 1969-1970 s americkou expedicí Deep Freeze v Transantarktickém pohoří, během niž se dostal i na Jižní pól. O několik dnů později se na pól vrátil přibít zde k dalším podobným alespoň symbolický ukazatel s nápisem Geologický ústav Praha 15 560 km. Byl spoluautorem objevu antarktického zkamenělého plaza rodu Lystrosaurus v lokalitě Coalsack Bluff v Transantarktickém pohoří.
V době normalizace musel opustit vysokou školu a tak v následujících letech se věnoval geologii v extrémních klimatických podmínkách horkých pouští v alžírské části Sahary a později v Irácké západní poušti, v Libyi, v Maroku a v Sýrii.
Zemřel 10. listopadu 2008 v Praze. Byl pohřben na Vinohradském hřbitově.

## Dílo
- 1990-2000: geologické mapy ČR, vydal Ústřední ústav geologický, Praha
- ČERNÍK, Arnošt; SEKYRA, Josef. Zeměpis velehor : velehorská příroda, hory a člověk, velehory svět. 1. vyd. Praha: Academia, 1969. 393+16 s.
- SEKYRA, Josef. V horách a oázách Antarktidy : z geologického deníku. Praha: Academia, 1970. 139 s.